# 1878 في بيرو

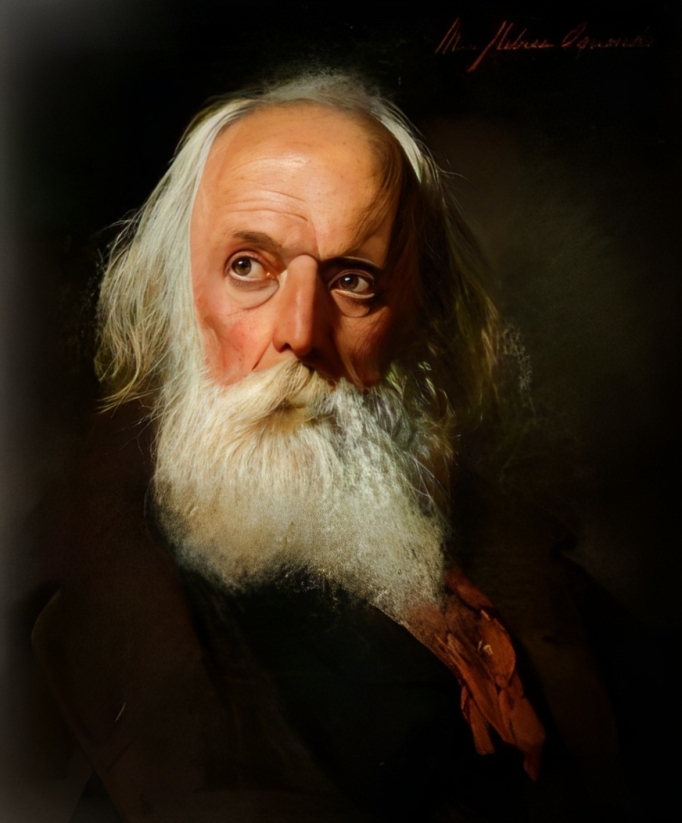
جمهوري قديم

فيما يلي قوائم الأحداث التي وقعت خلال عام 1878 في بيرو.

## سياسة

### تعيين في المنصب
- 28 يوليو – مانويل باردو رئيس مجلس شيوخ بيرو ‏.

### انتهاء فترة المنصب
- 1 يناير – مانويل باردو عضو مجلس نواب بيرو ‏،رئيس مجلس شيوخ بيرو ‏.

## مواليد

### مايو
- 27 مايو – ماريا خيسوس ألفارادو ريفيرا

### نوفمبر
- 24 نوفمبر – أنجيلكا بالما

## وفيات

### نوفمبر
- 16 نوفمبر – مانويل باردو (مواليد 1834)